# Igor Kozioł
Igor Kozioł (ur. 2 stycznia 1976 w Wadowicach) – polski piłkarz występujący na pozycji pomocnika.

## Kariera
Karierę piłkarską rozpoczął w 1990 roku w zespole Skawa Wadowice. Występował w nim do wiosny sezonu 1992/1993. Wiosną przeniósł się do Legii Warszawa. Zawodnikiem klubu był do 1994 roku. Nie wystąpił w żadnym spotkaniu. Wiosną 1994 roku przeszedł do Hutnika Harszawa. Jesienią 1994 roku wrócił do zespołu Legii Warszawa. W sezonie 1994/1995 zadebiutował w ekstraklasie. Razem z drużyną zdobył mistrzostwo i Superpuchar Polski. Wiosną 1995 roku przeniósł się do Polonii Warszawa, z której jesienią tego samego sezonu odszedł do zespołu Lechia/Olimpia Gdańsk. W barwach zespołu wystąpił 20 krotnie. Z Lechii/Olimpii Gdańsk ponownie przeniósł się do Legii Warszawa. Do wiosny 1998 roku wystąpił w 21 spotkaniach zdobył z drużyną Puchar Polski. W sezonie 1998/1999 został zawodnikiem Zagłębia Lubin. Wystąpił w 18 spotkaniach. Jesienią sezonu 1999/2000 powrócił do Legii Warszawa w której rozegrał 2 spotkania. W tym samym sezonie przeszedł do Groclinu Dyskobolia Grodzisk Wielkopolski w barwach którego w latach 2000-2008 wystąpił w 204 meczach ligowych zdobywając 2 bramki. W barwach tej drużyny zdobył dwukrotnie Puchar Polski oraz Puchar Ligi. Występował w Pucharze UEFA. Po zmianie przejęciu Groclinu przez Polonię Warszawa w sezonie 2008/2009 powrócił do Warszawy. W latach 2008–2010 wystąpił w 29 meczach zdobywając jedną bramkę. Po wygaśnięciu kontraktu z Polonią Warszawa w sezonie 2009/2010 zakończył sportową karierę.